# Madame Saatan
Madame Saatan foi uma banda de heavy metal brasileira formada em 2003 em Belém do Pará.
A banda aliava estilos pesados como heavy metal, thrash metal e hardcore punk a elementos regionais (carimbó, guitarrada, lundu), brasileiros e blues e pop. Já tocou em diversos festivais independentes, entre eles: Conexão Vivo, MADA, Porão do Rock, Bananada, Se Rasgun, Varadouro, Belrock, Jambolada e Demo Sul.[carece de fontes?]

## História

### Formação (2003)
O baixista Ícaro Suzuki e a vocalista Sammliz começaram com bandas autorais e no momento em que estavam tocando juntos na noite estavam querendo voltar a fazer músicas próprias. Procuraram outros músicos e encontraram três novos membros, sendo Zé Mário (segunda guitarra), Ed (guitarra) e Ivan (bateria), que conheceram na noite, em apresentações ao vivo.
Em 2 de maio de 2003, a banda Madame Saatan fazia o lançamento da trilha sonora do espetáculo teatral Ubu Rei de Alfred Jarry, marcando sua estreia em Belém do Pará. O então quinteto ficou em cartaz por seis meses e, quando o espetáculo acabou, tinha acumulado fãs e deram sequência em apresentações solo nos bares da cidade, nesse primeiro momento ainda com muitos elementos teatrais.

### O Tao do CaoseMadame Saatan(2004-2010)
No ano seguinte, 2004, lançou sua primeira demo intitulada O Tao do Caos com as músicas "Prometeu", "Apocalipse", "Vingança", "Pão e Círculo" e "Messalina Blues". O projeto gráfico foi desenvolvido pela Homens em Movimento com fotos de Alan Soares e impressos em um papel especial de reflorestamento, produzido pela Amazon Paper. Lançado pelo selo Ná Figueredo, a demo correu o país de mãos em mãos e levou a banda a vários festivais independentes.
O álbum debut, levando o nome da banda, foi produzido em 7 dias em Belém do Pará com a produção do baiano Jera Cravo no estúdio O Meio do Mundo. O repertório resgatou três músicas da primeira demo e trouxe outras já tocadas ao vivo pela banda, além de uma música feita dias antes de entrar no estúdio. O lançamento foi feito por um pool dos selos Ná Records, Cubo Discos, Fora do Eixo Discos e Fósforo Records, coordenados pela produtora Roquenrou Beibe (atual Doutromundo Música). O primeiro single foi "Gotas em Caos de Selva Avenida" lançado simultaneamente em mais de 30 sites/portais, estreando o projeto Compacto.REC idealizado pela Roquenrou Beibe e implementado em parceria com o Fora do Eixo e sites de todo o Brasil.
O álbum continha duas músicas que foram usadas nos dois primeiros clipes da banda. "Devorados" foi dirigido por Priscilla Brasil e gravado na Vila da Barca, periferia de Belém, três dias antes de ela ser destruída para a construção de novas moradias. A produção envolveu uma equipe de cerca de 50 pessoas. "Vela", também dirigido por Priscilla Brasil, foi rodado em três dias, durante as procissões do Círio de Nazaré.
Em 2008 participaram de um evento em Belém que misturava música erudita com heavy metal. Junto com violoncelistas da Amazônia, tocaram no palco do Teatro da Paz. Madame Saatan foi a primeira banda de heavy metal a pisar lá e depois dessa apresentação também a última para a estrutura do Teatro.

### Peixe Homem(2011-2012)
O segundo disco, Peixe Homem, foi gravado na ponte SP-PA e produzido por Paulo Anhaia, vencedor de quatro Latin Grammy, com a masterização nos EUA de Alan Douches, responsável por discos de Misfts, Aerosmith, Mastodon, entre outros. O projeto gráfico foi desenvolvido por Bernie Walbenny (também empresário da banda) e finalizado pela agência Outroplano com fotos de Gabriel Wickbold. O lançamento foi do selo Doutromundo Discos.
Para lançar este disco, a banda trouxe para o Brasil a dupla americana P.R. Brown e Jaron Presant, responsáveis por clipes de Slipknot, Jack White, Alicia Keys, Seal, Prince, Evanescence, entre outros. Depois de um contato do empresário da banda (Bernie Walbenny, também roteirista e produtor executivo do projeto) através da internet, em três meses os dois estavam em Belém rodando o curta-metragem "Respira Até o Fim", unindo duas músicas da banda em uma história cíclica.

### Afastamento de Ícaro, saída de Sammliz e hiato (2012 - atualmente)
Atualmente afastado da banda, Ícaro foi atropelado na calçada do conjunto Marex no dia 2 de  outubro de 2012 pelo delegado Carlos Alberto Nascimento da Polícia Civil, que estava dirigindo embriagado. O delegado foi autuado em flagrante, mas solto após pagar fiança. O processo corre na justiça e o músico se recupera a base de medicamentos.
Em 2014, a vocalista Sammliz anunciou que deixaria o grupo para focar em projetos solo.  A banda decidiu então pausar suas atividades por tempo indeterminado, pois Bernie não considera a possibilidade de substituir a cantora.

## Integrantes
- Ed Guerreiro - guitarra e backing vocals
- Ícaro Suzuki - baixo e backing vocals
- Vince - baixo (substituto provisório de Ícaro)
- Wagner Nugoli - bateria (substituto)

### Ex-integrantes
- Sammliz - vocal
- Ivan Vanzar - bateria e backing vocals
- Zé Mário - guitarra

## Discografia
- 2004 - O Tao do Caos (Demo)
- 2007 - Madame Saatan
- 2011 - Peixe Homem